# Сито, Файвель Соломонович
Файвель (Файвл) Соломонович Си́то (15 декабря 1909, Ровно, Волынская губерния — 21 сентября 1945, Москва) — еврейский советский прозаик, поэт, драматург.

## Биография
Отец — мелкий лавочник. В 1919 году лишился родителей и старшего брата и стал беспризорником. В 1921—1925 гг. находился в детдоме. В 1932 году окончил Одесский еврейский педагогический техникум, учился в Харьковской консерватории. Являлся одним из организаторов литературной группы рапповского толка «Юнге гвардие». Член Союза писателей. Член КПСС с 1940 года.
В 1941—1945 гг. — в действующей армии.
Участвовал в работе Еврейского антифашистского комитета, сотрудничал в газете «Эйникайт». Скончался 21 сентября 1945 года, похоронен в Москве на Востряковском еврейском кладбище.

## Творчество
Писал на идише. Начал печататься в 1920-х гг. Дебютировал рассказом «Ин форштот» (в предместье) в газете «Дер штерн» (Харьков) в 1926 году. Публиковал рассказы, стихи, фельетоны в газетах «Юнге гвардие», «Зай грейт», в журналах «Пролит», «Фармест», «Советише литератур» и др. Главная тема Сито исходит из его опыта, это жизнь беспризорников. Они получают от советской власти «путевку в жизнь». «Показывая детскую беспризорность как результат империалистической войны, деникинщины и петлюровщины, С. всегда старается найти те индивидуальные причины, к-рые привели того или другого ребёнка на улицу. Окрашенные легким юмором, произведения С. в то же время проникнуты какой-то горечью, чувством скорби об искалеченном детстве. С. ревностно отыскивает в каждом своем герое те потенции, к-рые могут превратить его в сознательного гражданина. Почти все его герои проделывают следующий путь: улица, детдом, фабрика; жизнь на улице и в детдоме изображается гораздо красочее сознательной жизни». Проза: «Детский дом № 40» («Киндергойз нумер 40», рассказы. Киев-Харьков-Минск, 1929), «Рассказы» («Дерцейлунген», там же, 1930), роман «Таковы мы» («От дос зайнен мир», там же, 1932), «Летом» («Зумер»), «В новой семье» («Ин а найер мишпохе», 1939) и др.
Сито принадлежат повести «Река — свидетель» («Дер тайх из ан эйдес», 1938) — о «Трипольской трагедии» (гибели киевского комсомольского отряда особого назначения в селе Триполье во время Гражданской войны); «Павлик Морозов» (1937), незаконченный роман «Враг у ворот» («Дер сойне ба ди тойерн») — о погибшем на Гражданской войне конном разведчике-поэте Ошере Шварцмане, сборник рассказов на бытовые темы «Что случилось» («Вос из гешен», 1935).
Вместе с поэтом Мойше Хащеватским написал поэмы «Гебурт», «Нахт» («Рождение», «Ночь», Харьков-Киев, 1936) и выпустил сборники драматических поэм «Героика» (1936), «Бессмертие» (1938, на укр. яз.) и др. Опубликовал в 1934 и в 1938 гг. сборник литературных пародий «Пародии» (исходно печатались в журнале «Пролит»).
Пьеса «Кантонисты» (совместно с актёром Нехемьей Шмаином) поставлена Киевским еврейским детским театром (1940).
Сочинения в переводе на русский язык: Горобцы, М.; Л., 1931; Астроном и повар, К., 1940; Начиналась жизнь. Повести и рассказы, М., 1958.